# A L
Albums de Amanda Lear
Tam-Tam Secret Passion
A L est le premier EP de la chanteuse Amanda Lear. Il est sorti en 1985 et distribué par Five Record, une petite maison de disques italienne. Durant cette période Amanda Lear est au plus bas au niveau de sa carrière musicale et travaille principalement comme animatrice de télévision sur Rete 4 ou sur Canale 5 en Italie. Ces chansons sont surtout faites pour être interprétées dans son show TV : W le donne.

## Informations
Les quatre titres de ce "mini-album" sont des reprises comme As Time Goes By du film classique Casablanca, de la chanson en langue allemande Bel Ami (initialement intitulé Du Hast Glück Bei Den Frau'n, Bel Ami) de Willi Forst et tirée du film du même nom sorti en 1939, de Bye Bye Baby, un titre à l'origine interprété par Marilyn Monroe dans Les hommes préfèrent les blondes en 1953, et enfin ce disque contient un tube de 1958 : Magic Moments de Hal David, Burt Bacharach.
Pour promouvoir la sortie de ce disque Amanda Lear a réalisé le clip de As Time Goes By et de Bye Bye Baby pour W le donne, une émission de la télévision italienne qu'elle présentait à cette époque. 
Le disque EP en vinyle d'origine est aujourd'hui un objet rare et de collection.

## Titres
- Face A :

1. As Time Goes By (Herman Hupfeld) - 3.21
2. Bel Ami (T.Mackebenn, McVivianir) - 2.06

- Face B

1. Bye Bye Baby (Styne, Robin) - 3.00
2. Magic Moments (Hal David  - Burt Bacharach) - 2.40

Durée totale : 11.07

## L'album
- Amanda Lear : voix
- Gianfranco Intra : producteur de disques et arrangeur musical
- Roberto Rocchi : photographie de la pochette
- Carlo Zini : conception de la pochette
- Alberta Ferretti  : robe

## Anecdotes
Un album regroupant les titres d'Amanda Lear enregistrés et sortis en singles en 1984 et 1985 a été en projet pendant cette période. 
Les titres Assassino, Stato d'allarme d'abord sortis chez WEA, puis Ritmo salsa et Hotel Palace également sortis en single chez Five Records puis les chansons Amor,amor,amor (3.05), Rock me Amadeus (3.05) , Get Back Joe (3.10), ainsi que Over the rainbow et Que sera sera enregistrés en studio et uniquement interprétés à la télévision.
No crédit card, Jungle Beat et Women sortis chez Merak, auraient tous été ajoutés aux quatre titres de cet EP pour composer un nouvel album. Ce projet ne verra finalement pas le jour.

## Production
| Release Format | Pays   | Référence   | Date de sortie |
| -------------- | ------ | ----------- | -------------- |
| 12" mini-album | Italie | FM 13708    | 1985           |
| Cassette       | Italie | 55 FM 13708 | 1985           |